# Uttersjöbäcken
Uttersjöbäcken är en by i Lövångers socken i Skellefteå kommun. Orten ligger cirka tre mil söder om Skellefteå och fjorton kilometer från Lövånger. Orten klassades som en småort till och med år 2000.
Byn sträcker sig norrut mot byn Uttersjön och de två byarna är egentligen samma by med ursprungsnamnet Uttersjön. Den södra delen av Uttersjön, den by som benämns Uttersjöbäcken, är byns centrum. 
Fram till år 2009 fanns i Uttersjöbäcken en F-6-skola. När den lades ner köptes lokalen upp och gjordes om till "Botnia Mat & Inredning", som var en verksamhet med bland annat restaurang, vandrarhem och försäljning av badrumsinredningar. Numera drivs restaurang- och vandrarhemsverksamheten under namnet Marina´s.